# Ehemaliges Kutscherhaus (Venn)

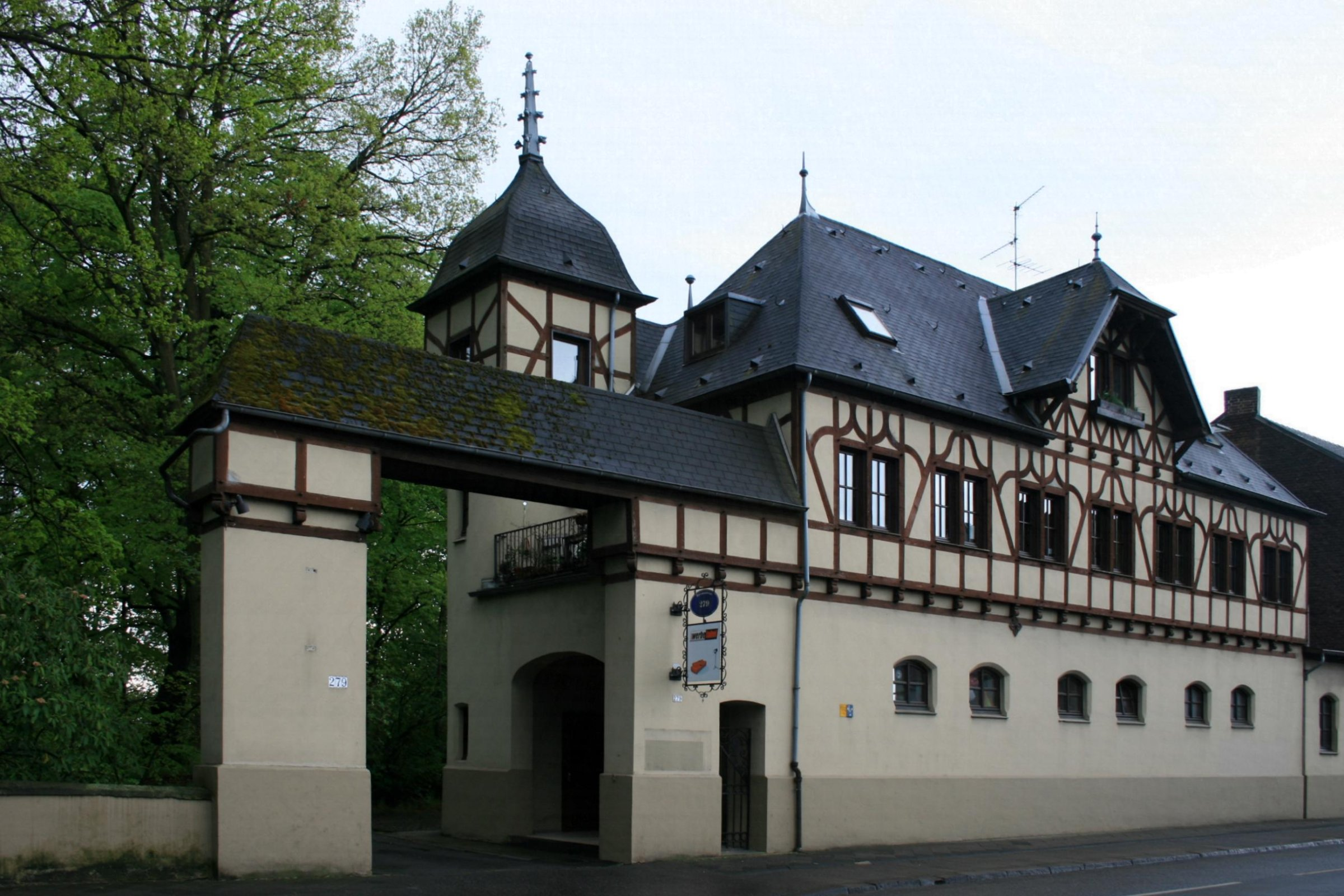
Ehemaliges Kutscherhaus (2010)

Das ehemalige Kutscherhaus steht im Stadtteil Venn in Mönchengladbach (Nordrhein-Westfalen), Roermonder Straße 279 a–c.
Das Gebäude wurde 1898 erbaut. Es wurde unter Nr. R 021 am 2. Juni 1987 in die Denkmalliste der Stadt Mönchengladbach eingetragen.

## Lage
Das Kutscherhaus, das zur Villa Walendy gehört, liegt an der alten Verbindungsstraße Mönchengladbachs nach Hardt und weiter nach Roermond.

## Architektur
Das kurz vor der Jahrhundertwende (wahrscheinlich 1898) fertiggestellte Kutscherhaus bildet mit seinem offenen Torbogen die Eingangssituation der Anlage Roermonder Str. 279. Das ehemalige Kutscherhaus reicht über einen spitzen Winkel in den Park hinein.